# 内蔵縄麻呂
内蔵 縄麻呂（くら の なわまろ/ただまろ/つなまろ、生没年不詳）は、奈良時代後期の官人。姓は忌寸）。官位は正六位上・造東大寺司判官。

## 出自
内蔵氏の旧姓は直でのち忌寸、さらに宿禰。阿知使主の子の都加使主を祖先とする。「内蔵」の名前は朝廷で皇室の財物を扱う内蔵の管掌者であったことに由来する。『新撰姓氏録』「右京諸蕃」によると、「坂上大宿禰同祖。都賀直四世孫東人直之後也」とある。

## 経歴
『正倉院文書』によると、天平17年（745年）10月21日付の大蔵省の移に正六位上で、大蔵少掾であったことが記されている。
大伴家持が越中守であったとき、同国介であった。「越中国官倉納穀交替帳」にも、天平勝宝3年（751年）6月頃、正六位上で、越中国介であったことが記されている。
その記録は『万葉集』によるものが殆どであり、天平19年4月26日（747年6月8日）に名前が現れるのが初見である。この時、当時越中掾であった大伴池主の館で税帳使であった家持を送別する宴が開かれ、その際に、以下の和歌を詠んでいる。
と、家持のことを「我が背子」と呼びかけている。
天平感宝元年5月9日（ユリウス暦749年5月29日）に、秦石竹の館の飲宴に出席した際、主人の石竹が百合の花縵をつくって高杯に載せ、来客に捧げ贈ったことがあった。その際に、「介内蔵伊美吉縄麻呂」とある歌で
と返している。
翌天平勝宝2年4月12日（ユリウス暦750年5月21日に、布勢水海（富山県氷見市南部にかつて存在した湖で、東は窪・鳥尾、南は二上山北麓の西田・上田子・下田子・神代（こうじろ）・西は粟原（あわら）、北は万尾（もお）・矢崎にまでひろがり、湖岸には至る所に小湾や岬があって風光絶佳であったという）で遊覧した際に多祜の浦（氷見市宮田の小字に上田子・下田子があり、このあたりが布勢湖の湾入部であったという）に舟を泊めて、藤の花を眺めやって、おのおの感じるところを歌にした際に、
という歌を「次官内蔵忌寸縄麻呂」として詠んでいる。
翌3年正月3日（ユリウス暦751年2月3日）、縄麻呂の館に会集して宴楽したことがあり、酒がたけなわの時に夜が更け、鶏が鳴いた。その際に、主人の縄麻呂は以下のような歌を詠んだ。
家持がこれに答える歌を詠んでいる。
同年7月7日（ユリウス暦8月12日）、大伴家持は少納言になり、越中国に別れを告げた。8月4日（ユリウス暦8月29日）久米広縄の館に歌を2首書き残し、同時に大帳使に当てられ、8月5日に京師に入ることになった。そのため、同4日、国庁の食膳を縄麻呂の館に用意し、送別の宴を催した。この時、家持は1首、歌を残している。
さらに翌日午前4時ごろ、家持は旅路につき、国司の介以下の諸僚は家持を一緒に見送ってくれた。この時、射水郡大領安努広島（あの の ひろしま）の門前の林の中に餞饍の宴がもうけられていた。この時、家持は縄麻呂の盃を捧げる歌に和して1首を詠んでいる。
以上の歌から、家持が縄麻呂の業績をかなり高く評価し、縄麻呂も家持に対して親愛の情を示していたことが分かる。
その後、ほどなくして京官にもどったらしく、天平勝宝5年（753年）3月、造東大寺司判官として、装束司牒に自署している

## 官歴
注記のないものは『万葉集』による
- 天平17年（745年）10月21日：見正六位上・大蔵少掾（『大日本古文書』による）
- 天平19年4月26日（747年6月8日）：見越中介
- 天平感宝元年5月9日（749年5月29日）：見越中介
- 天平勝宝2年4月12日（750年5月21日：見越中介
- 天平勝宝3年正月3日（751年2月3日）：見越中介。6月頃：見越中介（『大日本史料』より）。8月4日（8月29日）見越中介。8月5日（8月30日）見越中介
- 天平勝宝5年（753年）3月：造東大寺司判官（『大日本古文書』による』）